# Nhập môn Marx
Nhập môn Marx (tiếng Tây Ban Nha: Marx para principiantes) là một cuốn sách của Rius dưới hình thức truyện tranh hài giới thiệu về cuộc đời và hành trình tư tưởng của Karl Marx. Mục đích sáng tác của Rius, như ông nhắc đến trong Lời nói đầu của cuốn sách, là để thử phổ cập hóa Marx, đưa ra cho những người đọc trình đô trung bình một cách tiếp cận dễ hiểu đối với những tư tưởng vĩ đại nhưng khó hiểu của Marx.
Trên cơ sở cuốn sách tranh của Rius, Cucumber Studios dưới sự đạo diễn của Bob Godfrey đã xây dựng bộ phim hình thức hoạt hình hài hước Marx for Beginners.
Bản gốc tiếng Tây Ban Nha được hoàn thành vào năm 1972. Bản tiếng Việt do Nguyễn Hà dịch từ bản tiếng Anh và được Nhà xuất bản Trẻ ấn hành năm 2006 dày 148 trang khổ 14x20,5 cm. Nhập môn Marx là cuốn sách nằm trong dự án của Nhà xuất bản Trẻ ấn hành một loạt tác phẩm giới thiệu các nhà tư tưởng vĩ đại.